# Навальпіно
Навальпіно (ісп. Navalpino) — муніципалітет в Іспанії, у складі автономної спільноти Кастилія-Ла-Манча, у провінції Сьюдад-Реаль. Населення — 268 осіб (2010).
Муніципалітет розташований на відстані близько 150 км на південний захід від Мадрида, 65 км на північний захід від Сьюдад-Реаля.

## Демографія
Динаміка населення (INE ):

## Галерея зображень
- Розташування муніципалітету у провінції Сьюдад-Реаль